# Gerd Mehl

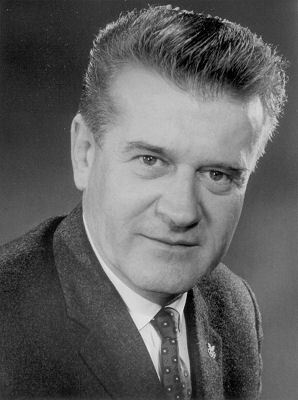
Gerd Mehl, etwa 1956

Gerd Mehl (* 1. Dezember 1922 in Stendal; † 23. Oktober 2001 in Bad Füssing) war ein deutscher Sportreporter.

## Leben
Mehl war zusammen mit Bruno Moravetz und Erwin Dittberner ab den 1950er-Jahren bis in die 1980er-Jahre – anfangs im Radio und dann im Fernsehen – einer der bedeutenden Berichterstatter bei Wintersportveranstaltungen und von Olympischen Spielen. Im Jahre 1947 wurde er der erste Sportchef des Südwestfunks, (heute SWR). Er war dort bis 1985 sowie damit verbunden, für die ARD tätig. Neben Nordischem Skisport waren auch Leichtathletik, Schwimmen, Ringen, Gewichtheben und Radsport seine Spezialgebiete.
Mit Harry Valérien war er unter den ersten, die sich der Problematik des Dopings im Sport auseinandersetzten.
Mehl war auch Mitglied der deutsch-schweizerischen Expeditionen zum Dhaulagiri (1955) und Pumori (1961). Unter anderem war er auch beauftragt mit Dokumentarfilmarbeiten über die Bergwelt des Himalaya und das Leben der Mönche des Klosters Tengboche in der Khumbu-Region in Nepal und Reisefilmberichten über die finnisch-lappländische Seenplatte und die Åland-Inseln sowie den Aborigines in Papua-Neuguinea.
Er war Träger des Bundesverdienstkreuzes, des Finnischen Verdienstkreuzes für Sport und im Jahre 1989 bekam er den Heinz-Cavalier-Preis des DLV.
Gerd Mehl und Bruno Moravetz schufen den mystischen, norwegischen Professor Dr. Arne Leybush, der als Fachmann in allen Fragen zum Schnee, mit seinem treuen Assistenten Kasimir Wirbalek, seinen berühmten „Holmenkollen Hunden“ und deren Begleiterin, Frau Witwe Brösecke, unter vielem anderen auch als Erfinder der Schneespaltung, Mitgründer der Schnee-Verleih GmbH & Co. KG und Cheftrainer der Pygmaean Skispringer, zu Prominenz kam. Im Harz gibt es sogar einen Leybush-Ehrenstein. Nach letzten Meldungen ist jetzt Dr. Leybush jun. auch mit dem Projekt „Kampf dem Rucksackklau“ beschäftigt. Damit hat er seinen Miterfinder Mehl weit überlebt.

## Dokumentarfilm (SWR Auftrag)
- SWR – Der Dhaulagiri blieb unbesiegt. Filmbericht über die Deutsch-Schweizerische Himalaja-Expedition (1955)
- SWR – Bohrtürme im Urwald. Die Wege der Ölsucher auf Neuguinea (1957)
- SWR – Bergsteiger im Mittelgebirge. Gerd Mehl und Martin Schließler (1960)
- SWR – NEPAL, Wunderwelt der Berge. (mit Werner Stäuble) (1962)
- SWR – Mittsommer auf Aland. (ca. 1965)